# Bupleurum euboeum
Bupleurum euboeum är en flockblommig växtart som beskrevs av Gustave Beauverd och Topali. Bupleurum euboeum ingår i släktet harörter, och familjen flockblommiga växter. Inga underarter finns listade i Catalogue of Life.